# 음력 3월 (노래)
〈음력 3월〉(桜月 사쿠라츠키[*])은 일본의 여성 아이돌 그룹 사쿠라자카46의 노래. 2023년 2월 15일에 사쿠라자카46의 다섯 번째 싱글로 소니 레코드에서 발매되었다.

## 개요
- 사쿠라자카46에 개명 후 디지털 싱글인 〈그 날까지〉를 제외한 전작인 〈오월비여〉 발매 이후 10개월 만에 발매되는 다섯 번째 싱글이다.

### 내용주
1. ↑  케야키자카46 명의의 싱글 14번째(전달 한정 싱글 2곡을 포함)이다.